# Albert Schmidt (peintre)
Pour les articles homonymes, voir Albert Schmidt et Schmidt.
Albert Schmidt est un peintre suisse, né le 1er septembre 1883 à Genève et mort le 15 décembre 1970 à Chêne-Bougeries.

## Biographie
Albert est le fils de David Schmidt, un industriel alsacien émigré à Genève qui est le plus important collectionneur de Ferdinand Hodler. Très influencé par Hodler, et passionné par son œuvre, Albert décide d'entreprendre une formation artistique. 
De 1904 jusqu'à la fin des années trente, Albert Schmidt participe régulièrement à plusieurs expositions internationales, nationales et municipales, mais son caractère réservé et son engagement dans l'entreprise familiale le conduisent à s'isoler progressivement et à ne consacrer à la peinture que ses heures de loisirs. 
Considéré comme le plus talentueux parmi les épigones d'Hodler, Albert Schmidt essaie néanmoins de démontrer qu'il y a « une vie » après son maître. Comme l'affirme le critique d'art John Pisteur, « de tous les hodlériens, il est peut-être le seul qui ait été, non pas un imitateur, mais un continuateur ». 
Ainsi, pendant toute son existence, Albert Schmidt recherche une façon personnelle de représenter la réalité et exprimer son exigence de sincérité dans la pratique de l'art. Sa peinture reflète des influences diverses: les Primitifs italiens, le Jugendstil, le symbolisme et l'expressionnisme. 
Ses œuvres (figures, nus, paysages, portraits) témoignent de sa contribution à la naissance de la modernité en Suisse.